# Mevalonatni put
Mevalonatni put (HMG-CoA reduktazni put, mevalonat-zavisni (MAD) put, izoprenoidni put) je ćelijski metabolički put prisutan kod svih viših eukariota i mnogih bakterija. On je važan za formiranje dimetilalil pirofosfata (DMAPP) i izopentenil pirofosfata (IPP), koji služe kao biosintetička polazna tačka u mnoštvu procesa: sinteza terpenoida, proteinska prenilacija, održavanje ćelijske membrane, sinteza hormona, ankerisanje proteina, i N-glikozilacija. On je takođe deo steroidne biosinteze.

## Regulacija i povratna sprega
Nekoliko ključnih enzima može da bude aktivirano DNK transkripcionom regulacijom nakon SREBP aktivacije (sterolni regulatorni element-vezivanja protein-1 i -2). Taj intraćelijski senzor detektuje niske nivoe holesterola i stimuliše endogenu produkciju putem HMG-CoA reduktaznog puta, kao i povećavanjem unosa lipoproteina povišenjem izražavanja LDL-receptora. Regulacija ovoj puta se isto tako ostvaruje kontrolisanjem stope translacije iRNK, degradacije reduktaze i fosforilacijom.

## Farmakologija
Mevalonatni put je biološka meta brojnih lekova:
- Statini (koriste se za snižavanje nivoa holesterola);
- Bisfosfonati (koriste se za lečenje raznih bolesti koštane degeneracije)

## Reakcije
| Reakcija | Dijagram | Enzim                                 |
| Acetil- (Krebsov ciklus) podleže kondenzaciji sa još jednom acetil-CoA podjedinicom posredstvom acetil-CoA transferaze i formira acetoacetil-                                   |          | tiolaza                               |
| Acetil-CoA se kondenzuje sa acetoacetil-CoA da formira 3-hidroksi-3-metilglutaril-CoA (HMG-CoA).                                                                                          |          |HMG-CoA sintaza                               |
| se redukuje do mevalonata NADPH-om. Ta reakcija se odvija u citosolu. To je korak koji ograničava brzinu sinteze holesterola, iz kog razloga je to enzim koji je meta statina. |          | reduktaza                             |
| Mevalonat do 5-fosfomevalonata. |          | mevalonat kinaza                      |
| 5-fosfomevalonat do 5-pirofosfomevalonata. |          | fosfomevalonat kinaza                 |
| Mevalonat-5-pirofosfat do 3-izopentenil pirofosfata (IPP). |          | mevalonat-5-pirofosfat dekarboksilaza |
| 3-izopentenil pirofosfat es izomerizuje do dimetilalil pirofosfata. |          | izopentenil pirofosfat izomeraza      |

## Literatura
- Berg JM, Tymoczko JL, Stryer L. Biochemistry (5th изд.). ISBN 978-0-7167-4684-3..  New York: W.H. Freeman. xxxviii, 974, [976] (various pagings).
- Swanson KM, Hohl RJ. „Anti-cancer therapy: targeting the mevalonate pathway”. Curr Cancer Drug Targets. 2006 (6): 15—37. PMID 16475974..

## Spoljašnje veze
- Sinteza holesterola Архивирано на веб-сајту  (4. јул 2017)